# Wyszewo
Wyszewo – wieś w Polsce położona w województwie zachodniopomorskim, w powiecie koszalińskim, w gminie Manowo.
Przez miejscowość przepływa potok Wyszewka. Około 1 km na północny zachód znajduje się Żółta Góra. Około 0,3 km na zachód znajduje się Jezioro Żabie, a za nim Jezioro Ludzkie.
W latach 1950–1957, 1957–1975 i 1975–1998 miejscowość położona była w województwie koszalińskim.